# Between 10th and 11th
Between 10th and 11th è il secondo album in studio del gruppo musicale alternative rock britannico The Charlatans, pubblicato nel 1992.

## Storia
Dopo essersi dedicato alla scrittura di nuovi brani, il gruppo intraprese un tour nel Regno Unito; il chitarrista John Baker abbandonò il gruppo e venne sostituito da Mark Collins; il bassista Martin Blunt venne ricoverato in ospedale nel settembre 1991. Il gruppo iniziò a registrare i nuovi brani ai Rockfield Studios di Rockfield, in Galles. Dopo due settimane di lavoro fu chiamato il produttore Mark Ellis il quale incoraggiò la band a concentrarsi sulle esibizioni dal vivo invece di registrare uno strumento alla volta. Il cantante dei Charlatans Tim Burgess attribuì alcune delle texture elettroniche dell'album al periodo trascorso a New York City. Il singolo principale dell'album "Weirdo" fu pubblicato nel febbraio 1992 e fu promosso con due spettacoli a Glasgow. Ad aprile di quell'anno, i Charlatans intrapresero un tour negli Stati Uniti con Catherine Wheel e The Wolfgang Press e un tour nell'Europa continentale il mese successivo per poi partire per un tour di due mesi negli Stati Uniti, che fu interrotto a seguito della nascita del figlio di Blunt. A metà del tour, nel luglio 1992, fu pubblicato il secondo singolo dell'album "Tremelo Song", che fu presentato con un'esibizione al Reading Festival e un tour in Giappone nel settembre dello stesso anno.
L'album ricevette recensioni sfavorevoli dai critici musicali, molti dei quali criticarono la band, in particolare Burgess per i testi di Burgess e la copertina dell'album. Le recensioni successive rivalutarono l'album. L'album raggiunse il numero 21 nel Regno Unito e il numero 173 nella Billboard 200 degli Stati Uniti . "Weirdo" si classificò al numero 19 nel Regno Unito, al numero 22 in Irlanda e al numero 67 nei Paesi Bassi, mentre "Tremelo Song" si classificò al numero 44 nel Regno Unito.
Nel 2023 l'intero album venne suonato dal vivo dal gruppo in un tour, "Between Nowhere", insieme ai Ride, che invece suonarono il loro album di debutto, Nowhere.

## Tracce
- Scritti da J. Brookes, M. Collins (1, 2, 3, 5, 6, 9), M. Blunt, R. Collins e T. Burgess

1. I Don't Want to See the Sights – 4:53
2. Ignition – 3:03
3. Page One – 4:12
4. Tremelo Song – 4:38
5. The End of Everything – 5:49
6. Subtitle – 4:12
7. Can't Even Be Bothered – 3:40
8. Weirdo – 3:38
9. Chewing Gum Weekend – 5:05
10. (No One) Not Even the Rain – 4:24

## Formazione
- Tim Burgess - voce
- Mark Collins - chitarre
- Rob Collins - mellotron, organo Hammond, piano, cori
- Martin Blunt - basso
- Jon Brookes - batteria